# ليام غريمشاو
ليام غريمشاو (بالإنجليزية: Liam Grimshaw) هو لاعب كرة قدم بريطاني، ولد في 2 فبراير 1995 في بيرنلي في المملكة المتحدة. شارك مع منتخب إنجلترا تحت 18 سنة لكرة القدم. أما مع النوادي، فقد لعب مع بريستون نورث إيند ومانشستر يونايتد ونادي ماذرويل ونادي موركامب.

## وصلات خارجية
- ليام غريمشاو على موقع قاعدة بيانات كرة القدم.إي يو (الإنجليزية)
- ليام غريمشاو على موقع Soccerbase.com (لاعب) (الإنجليزية)
- ليام غريمشاو على موقع Soccerway.com (الإنجليزية)
- ليام غريمشاو على موقع عالم كرة القدم.نت (الإنجليزية)